# Speonomus speluncarum
Speonomus speluncarum es una especie de escarabajo del género Speonomus, familia Leiodidae. Fue descrita por Delarouzée en 1857. Se encuentra en Francia.

## Subespecies
Se reconocen las siguientes:
- S. s. navaricus
- S. s. speluncarum